# Saint-Pardoux-la-Rivière
Saint-Pardoux-la-Rivière è un comune francese di 1 190 abitanti situato nel dipartimento della Dordogna nella regione della Nuova Aquitania.
Il paese è attraversato dal fiume Dronne.

## Società

### Evoluzione demografica
Abitanti censiti